# Zaër
Zaër ou Les Zaër (arabe : زعير ; ⵣⵄⵉⵔ en langues berbères) sont à la fois une population, une région historique et géographique et une confédération tribale de l'Atlas marocain. D'origine arabe (Banu Maaqil) et berbère , les Zaër sont arabophones. 
Le pays Zaër est délimité, au nord et au nord-est par le fleuve Bouregreg, à l'est, et au sud par le fleuve Cherrat et au sud-ouest tout comme à l'ouest par l'océan Atlantique. Ce territoire est une ample composante de l'ensemble des plaines atlantiques du Maroc. Il y coule plusieurs fleuves, dont les oued Grou et oued Mechra, des affluents du Bouregreg. 
Les tribus Zaër sont délimitées, à l'extrême nord mais à une moindre mesure, par la tribu Banu Hasan du Gharb, au nord et au nord-est par la tribu des Zemmour, à l'est par les tribus de Zemmour et des Zayanes, et au sud et au sud-est par la confédération tribale de la Chaouia et par la tribu Ouardigha de la confédération des Tadla.

## Origines
Les Zaër habitent tout naturellement une partie du Maghreb. En d'autres termes, nul ne peut nier qu'une partie d'entre eux soient d'origine berbère. Le territoire connu sous le nom de Tamesna est habité, depuis toujours, par des berbères apparentés aux Berghouata, qui combattirent avec acharnement le Califat omeyyade au cours de la Grande révolte berbère de 739/743. Les historiens tel qu'Ibn Khaldoun définissent la Tamesna comme allant du Bouregreg au Nord jusqu'au Tensift au Sud. 
Au cours de la période s'étalant du XIe au XIIIe siècle, des tribus arabes venues d'Ifriqya (Actuelle Tunisie) et du Maghreb central sont installées par les Almohades et par les Mérinides dans plusieurs territoires du Maroc. Parmi ces territoires, il est essentiel de citer l'entiereté de la Tamesna, incluant de ce fait le territoire des Zaër. L'installation de ces tribus arabes, pour la plupart des Hilaliens et des Banu Maqil, induit en moins de 3 siècle l'arabisation de la région et la disparition du Lisan al-Gharbi, dialecte berbère originel des Berghouatas. Il faut toutefois indiquer que cette arabisation ne s'est pas faite par remplacement des berbères par des arabes. En d'autres termes, les arabes étaient bien minoritaires face aux Berbères, et ce seraient ainsi les berbères qui auraient adopté la langue arabe, on parle d'arabisation. Cela est notamment cité par Ibn Khaldoun dans son livre Histoire des Berbères. En conclusion, même si une majeure partie des Zaër modernes se considèrent arabes, ils sont pour la majorité des Berbère arabisés.
Au début des années 1910, un bref conflit éclate entre les forces coloniales françaises et les tribus Zaër à la suite de la mort d'un lieutenant français. La France sortira victorieuse de cette brève période de violence et s'emparera du Maroc en tant que protectorat en 1912.

## Tribus
Les Zaër se subdivisent en 2 larges confédérations elles-mêmes divisées en tribus et en fractions de tribus. Lkefiane habite dans l'ouest du pays Zaër tandis que Lemzarâa occupe la partie orientale du territoire. Le tout va comme suit :
- Lkefiane : elle inclut plusieurs tribus et sous-tribus
  - Lemkhalif:
    - Leghoualem : Chlouha, Lkdadra, lâbabssa
    - Ouled Âamrane : Aït Akka, Hdada, Jebliyine, Lekdarmia
    - Aït Laâroussi : Ouled Moussa, Lekmala, Er-Rhouna, Ouled Youssef, Nâamcha, Aït Termouss, Aït Ech-Cherki, Aït Kas, Aït Sidi Mohammed Ben Mbarek

  - Lehlalif:
    - Lehlalif Lfoukania: Oulad Masâoud, Laâttatra, Oulad âamir
    - Lehlalif Tehtania: Es-Sâidia, Oulad Ahmed, Oulad Chamsia, Es-Sadrata

  - Oulad Dahou:
    - Aït Ben Amr, Aït Ben Ahmed, Lghettsat, Aït Lekbir, Lekrarma, Aït Cheikh

  - Errouached:
    - Ejjaj Lekhmssane, Oulad Bouâalou, Oulad Khennis, Aït Mamoun, Laâzazba

  - Oulad Zid:
  - Es-Selamna:
    - Es-Smaâla, Echrarda, Oulad Brahim, Oulad Bourzek, Sidi Ben Daoud, Oulad Ali

  - Beni Abid:
    - Ezzaâriyine, Laâbadla, Echkrane

  - Er-Remamha:
    - Er-Remamha, Oulad Said, Oulad âazouz, Oulad Salem

  - Oulad Taib:
    - Lehouamid, Lmekhlifate, Lehrirate
- Lemzarâa:
  - Oulad Khalifa:
    - Oulad Khalifa: Echlihiyine, Oulad Had, Echlihiyine Lahrar, Lemhafid, Ben Ali, Oulad Hmama
    - Oulad Bza Ou Aït Brous: Lehrayr, Aït Hamou Sghir
    - Leqrib: Eddioucha, Oulad Masâoud, Oulad Yahya, Lebzayz
    - Lbouâazaouiyoune: Lehrahra, Oulad Said

  - Ennejda:
    - Oulad Aziz, Lehouamide, Oulad 'Iyad, Errtama, Lfarhane, El-Merrakchia, Oulad Oun

  - Oulad Ali:
    - Errekaab, Oulad Boubaker, Lehsasna, Lemrachich, Oulad Ben Diya

  - Oulad Kthir:
    - Oulad Hmamed, Oulad Mbarek, Chttatba, Oulad Bouttib, Oulad Merzouk, Leâouamer, Chraka, Oulad Mansour, Oulad Rzek, Oulad Ghnim, Oulad Boufayda

  - Oulad Mimoun
    - Oulad Chit, Oulad Saleh, Oulad Masâoud, Lebrachoua, Leqssisate, Oulad Layla, Oulad 'Iyad, Echrachra